# Сиенское Палио

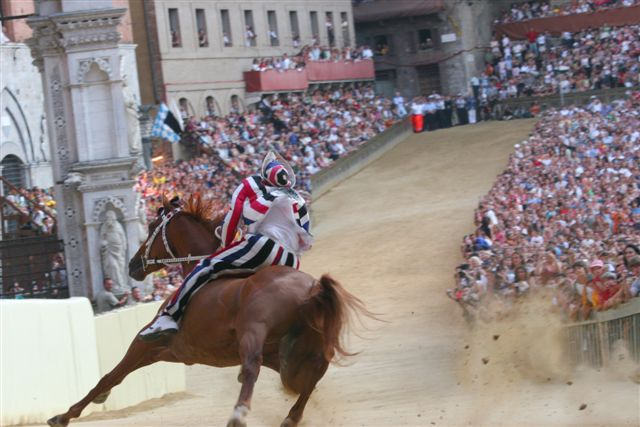
Площадь дель Кампо. Всадник во время генеральной репетиции в июле 2008 года.

Сиенское Палио (известное в Италии как итал. Il Palio di Siena) — традиционные скачки, проходящие в Сиене (Тоскана, Италия) дважды в год: 2 июля и 16 августа. 

## История
Самые ранние из известных предшественников скачек проходили в средние века. Когда правитель Тосканы запретил сражение быков в 1590 году, контрады организовали скачки на площади дель Кампо. Первые такие скачки были на быках и назывались буффалатэ. Затем их заменили скачки на ослах, называвшиеся асинате, а гонки на лошадях проходили в других местах. Первое Палио в современном понимании было устроено в 1656 году. Поначалу в год устраивались только одни скачки, 2 июля. Вторые, 16 августа, были добавлены позже.

## Описание
Из 17 имеющихся в Сиене контрад в состязании 2 июля участвуют 7, не принимавших участия в июльских скачках предыдущего года, плюс три из оставшихся 10, которые определяются жребием, всего же стартуют 10 участников; такой же порядок действует и применительно к августовским скачкам. Каждая контрада имеет свой герб и традиционные цвета, в которые одевается представляющий её всадник.
Палио, проходящее 2 июля, названо Палио ди Провензано в честь Мадонны ди Провензано, одноимённой церкви в Сиене. Палио, проходящее 16 августа, называется Палио делла Ассунта в честь Вознесения Богоматери.

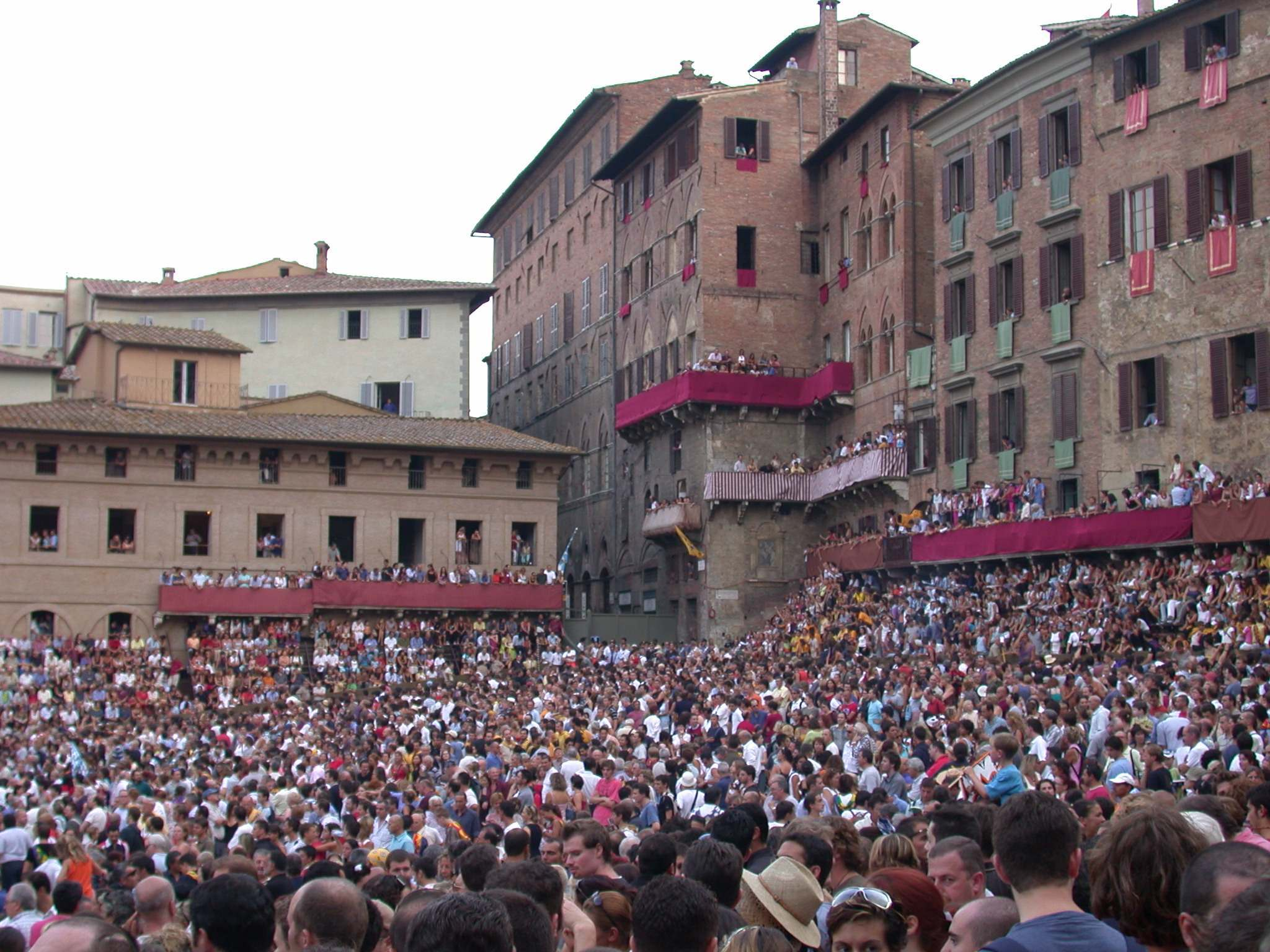
Тысячи зрителей со всего света наполняют площадь дель Кампо до предела в день проведения Палио.

Скачкам предшествует Красочный ритуал Кортео Сторико. Флаги и гербы контрад вывешиваются на здании Палаццо Коммунале на площади. Лошадей традиционно благославляют в церкви.
Сами бега, во время которых наездники управляют неосёдланными лошадьми, включают в себя три круга по площади дель Кампо, длиной в 333 метра (таким образом, общая длина дистанции — ровно 1 километр) на которую специально кладут толстый слой земли. Длятся они обычно не больше 90 секунд.
Иногда жокеи слетают с лошадей во время крутых поворотов, после чего лошади часто заканчивают гонку в одиночку. В действительности, Палио выигрывается лошадью, представляющей контраду. В случае такой победы наездник не получает наградных денег за победу на скачках.
Заканчиваются бега шествиями по городу, которые длятся всю ночь.

## Социальное значение
Контрады, возникшие в Средние века для набора солдат, до сих пор играют большую роль в жизни Сиены, выполняя одновременно роль местного самоуправления и системы социальной поддержки. Представители контрад присутствуют на всех важных событиях своих членов: крещении детей, свадьбах и похоронах. Контрады собирают налог, средства от которого идут воспитание детей, общественные события и поддержку неимущих.